# فايي دي ثالابي
بلدية فايي دي ثالابي (بالإسبانية: Valle del Zalabí) هي بلدية تقع في مقاطعة غرناطة التابعة لمنطقة أندلوسيا جنوب إسبانيا.

## الديموغرافيا
بلغ عدد سكان بلدية فايي دي ثالابي 2.315 نسمة عام 2011 (وفقاً للمعهد الوطني الإسباني للإحصاء).
| 2.431 | 2.392 | 2.327 | 2.326 | 2.345 | 2.297 | 2.315 |